# Spoorbrug over de Dieze
De Spoorbrug over de Dieze is een oeververbinding in 's-Hertogenbosch over de Dieze. Het treinverkeer op de trajecten Utrecht - Boxtel en Tilburg - Nijmegen rijdt over deze bruggen. Vlak naast de spoorbruggen ligt The Royal Welshbrug, vrijwel identiek qua uiterlijk.
In 2011 is begonnen met de aanleg van een ongelijkvloerse spoorkruising. De oude stalen tweesporige brug werd in juni 2013 gesloopt en is vervangen door een fly-over (voor treinverkeer vanuit Nijmegen) en twee andere bruggen (dubbelsporige brug van en naar Utrecht, enkelsporige brug naar Nijmegen). Het project Sporen in Den Bosch was genomineerd voor de 18e Betonprijs van 2013 in de categorie "uitvoering".

## Historie

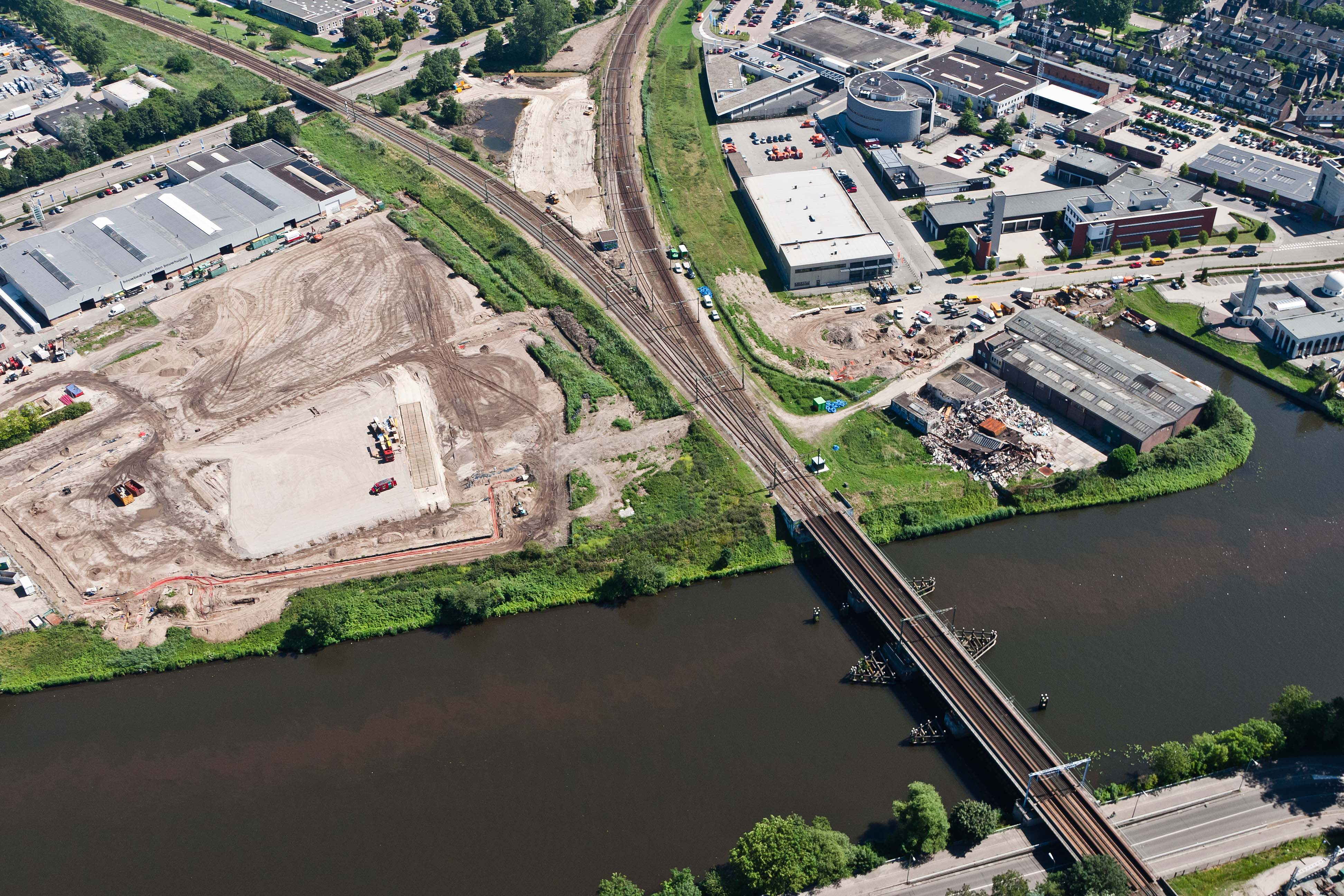
Diezebrug en gelijkvloerse spooraansluiting

Sinds 1965 lag er een combinatie van een balk- en een liggerbrug. De doorvaartwijdte van de brug bedroeg 14 meter. De hoofdconstructie van de brug was van staal gemaakt. De brug was geschikt voor twee sporen, terwijl de huidige brug viersporig is.